# Unendlichkeitsaxiom
Das Unendlichkeitsaxiom ist ein Axiom der Mengenlehre, das die Existenz einer induktiven Menge postuliert. Es heißt Unendlichkeitsaxiom, da induktive Mengen auch zugleich unendliche Mengen sind. Das erste Unendlichkeitsaxiom publizierte Ernst Zermelo 1908 in der Zermelo-Mengenlehre. Es hat alle späteren Mengentheorien beeinflusst, insbesondere die Zermelo-Fraenkel-Mengenlehre (ZF), die verbreitetste Mengenlehre, die Zermelos Unendlichkeitsaxiom in geringfügig modifizierter Form übernahm.

## Formulierung
Es gibt eine Menge {\displaystyle A}, die die leere Menge {\displaystyle \emptyset } und mit jedem Element {\displaystyle x\in A} auch die Menge {\displaystyle x\cup \{x\}} enthält.
{\displaystyle \exists A\colon (\emptyset \in A\land \forall x\colon (x\in A\Rightarrow x\cup \{x\}\in A))}
Das Unendlichkeitsaxiom postuliert also nicht nur, wie der Name vermuten lassen könnte, die Existenz irgendeiner unendlichen Menge. Es postuliert die Existenz einer induktiven Menge und damit in der Konsequenz die Existenz der Menge der natürlichen Zahlen nach dem Modell von John von Neumann.

## Bedeutung für die Mathematik

### Natürliche Zahlen
Durch die Existenz mindestens einer induktiven Menge {\displaystyle I} wird zusammen mit dem Aussonderungsaxiom auch die Existenz der natürlichen Zahlen als Menge sichergestellt:
{\displaystyle \mathbb {N} :=\{x\in I\mid \forall z(z\,\,{\text{induktiv}}\implies x\in z)\}}
Die natürlichen Zahlen werden also als Schnitt aller induktiven Mengen definiert, als kleinste induktive Menge.

### Unendliche Mengen
Ohne Unendlichkeitsaxiom wäre in ZF nur sichergestellt, dass endliche Mengen existieren. Über die Existenz von unendlichen Mengen könnte man keine Aussagen machen.
Das Unendlichkeitsaxiom stellt zusammen mit dem Potenzmengenaxiom sicher, dass es auch überabzählbare Mengen wie z. B. die reellen Zahlen gibt.